# Пуотінгар'ю
Пуотінхар'ю (фін. Puotinharju, швед. Botbyhöjden) — квартал району Вартіокюля у Східному Гельсінкі, Фінляндія. Населення — 4 045 осіб, площа — 1,42 km². Забудова відбулась в 1960-х.
Транспорт: квартал обслуговують станції метро Ітякескус та Пуотіла.